# آنتونیو مندس
آنتونیو مندس (اسپانیایی: Antonio Menéndez‎؛ زادهٔ ۱۸ اوت ۱۹۴۶ ‏(۷۸ سال)) دوچرخه‌سوار اهل اسپانیا است. وی در مسابقات تور دو فرانس و جیرو دیتالیا شرکت کرده است.